# Марси-су-Марль
Марси-су-Марль (фр. Marcy-sous-Marle) — коммуна во Франции, находится в регионе Пикардия. Департамент коммуны — Эна. Входит в состав кантона Марль. Округ коммуны — Лан.
Код INSEE коммуны — 02460.

## Население
Население коммуны на 2010 год составляло 220 человек.
| 1962 | 1968 | 1975 | 1982 | 1990 | 1999 | 2010 |
| ---- | ---- | ---- | ---- | ---- | ---- | ---- |
| 279  | 261  | 238  | 265  | 235  | 233  | 220  |

## Экономика
В 2010 году среди 143 человек трудоспособного возраста (15—64 лет) 103 были экономически активными, 40 — неактивными (показатель активности — 72,0 %, в 1999 году было 61,7 %). Из 103 активных жителей работали 91 человек (57 мужчин и 34 женщины), безработных было 12 (7 мужчин и 5 женщин). Среди 40 неактивных 11 человек были учениками или студентами, 8 — пенсионерами, 21 были неактивными по другим причинам.